# Йохан Георг (Саксония-Вайсенфелс)
Йохан Георг фон Саксония-Вайсенфелс (на немски: Johann Georg von Sachsen-Weißenfels; * 13 юли 1677, Хале; † 16 март 1712, Вайсенфелс) от рода на Албертинските Ветини е от 1697 до 1712 г. 3. херцог на Саксония-Вайсенфелс, също княз на Саксония-Кверфурт.

## Живот
Той е третият син на херцог Йохан Адолф I фон Саксония-Вайсенфелс (1649 – 1697) и първата му съпруга Йохана Магдалена (1656 – 1686), дъщеря на херцог Фридрих Вилхелм II фон Саксония-Алтенбург (1603 – 1669). Брат е на Христиан (1682 – 1736) и Йохан Адолф II (1685 – 1746).
Йохан Георг наследява херцогския трон след смъртта на баща му през 1697 г. Понеже е малолетен е под опекунството на курфюрст Фридрих Август I фон Саксония.
Йохан Георг умира на 35 години през 1712 г. във Вайсенфелс и е погребан в оловен саркофаг в княжеската гробница в дворцовата църква на дворец Ной-Августусбург във Вайсенфелс. Понеже единственият му син Йохан Георг умира преди да навърши една година, херцог на Саксония-Вайсенфелс става брат му Христиан.

## Фамилия
Йохан Георг се жени на 7 януари 1698 г. в Йена за принцеса Фридерика Елизебет (* 5 май 1669, Алтенкирхен; † 12 ноември 1730, Бад Лангензалца), дъщеря на херцог Йохан Георг I фон Саксония-Айзенах и съпругата му Йоханета фон Сайн-Витгенщайн. Те имат децата:
- Фридерика (1701 – 1706)
- Йохан Георг (1702 – 1703)
- Йоханета Вилхелмина (1704 – 1704)
- Йоханета Амалия (1705 – 1706)
- Йохана Магдалена (1708 – 1760), омъжена 1730 в Данциг за херцог Фердинанд от Курландия и Семгалия († 1737)
- Фридерика Амалия (1712 – 1714)